# Tolar Grande
Tolar Grande est une localité retirée argentine située dans la province de Salta et dans le département de Los Andes. Elle est située au cœur des Hautes Terres de Salta.

## Toponymie
Le toponyme est un mélange des noms indigènes tola et de l'espagnol grande (= « grand »), faisant allusion à l'existence naturelle dans la zone d'un grand nombre de tolas, c'est-à-dire de plantes xérophiles de l'espèce Baccharis incarum.

## Climat
Le climat est typique de la zone de la Puna et plus précisément de la très sèche Puna de Atacama, avec très peu de précipitations, des étés modérés et des hivers rigoureux. Une caractéristique importante est la grande amplitude thermique, qui peut atteindre une différence de 30 °C entre la température minimale et maximale le même jour.

## Démographie
La localité comptait 119 habitants (Indec, 2001), ce qui ne représente pas un changement significatif par rapport aux 120 habitants (Indec, 1991) du recensement précédent. En 2015, la population était estimée à 210 habitants. Cette augmentation remarquable est due aux politiques promues par les autorités locales dans le but d'inverser le processus d'émigration et le dépeuplement qui en découle.

## Histoire
Tolar Grande a atteint son pic d'expansion dans les années 1940. À cette époque, la ville se trouvait à l'extrémité de l'embranchement ferroviaire vers le Chili, prévu pour relier la ville de Salta à celle d'Antofagasta. On estime qu'à cette époque, environ 5 000 personnes vivaient dans la ville, principalement dédiées à l'activité ferroviaire. Dans le même temps, la mine La Casualidad, qui transportait les cargaisons de soufre de Mina Julia à la gare de Tolar Grande, pour les envoyer à leur destination finale, était en pleine activité à cette époque.
La fermeture de la mine, l'interruption du projet ferroviaire puis la fermeture totale de l'embranchement ont entraîné le dépeuplement de la région, avec pour conséquence la détérioration des conditions de vie des quelques colons qui ont décidé de ne pas abandonner la localité.

## Sismologie
La sismicité de la province de Salta est fréquente et de faible intensité, avec un silence sismique de séismes moyens à graves tous les 40 ans,.

## Galerie

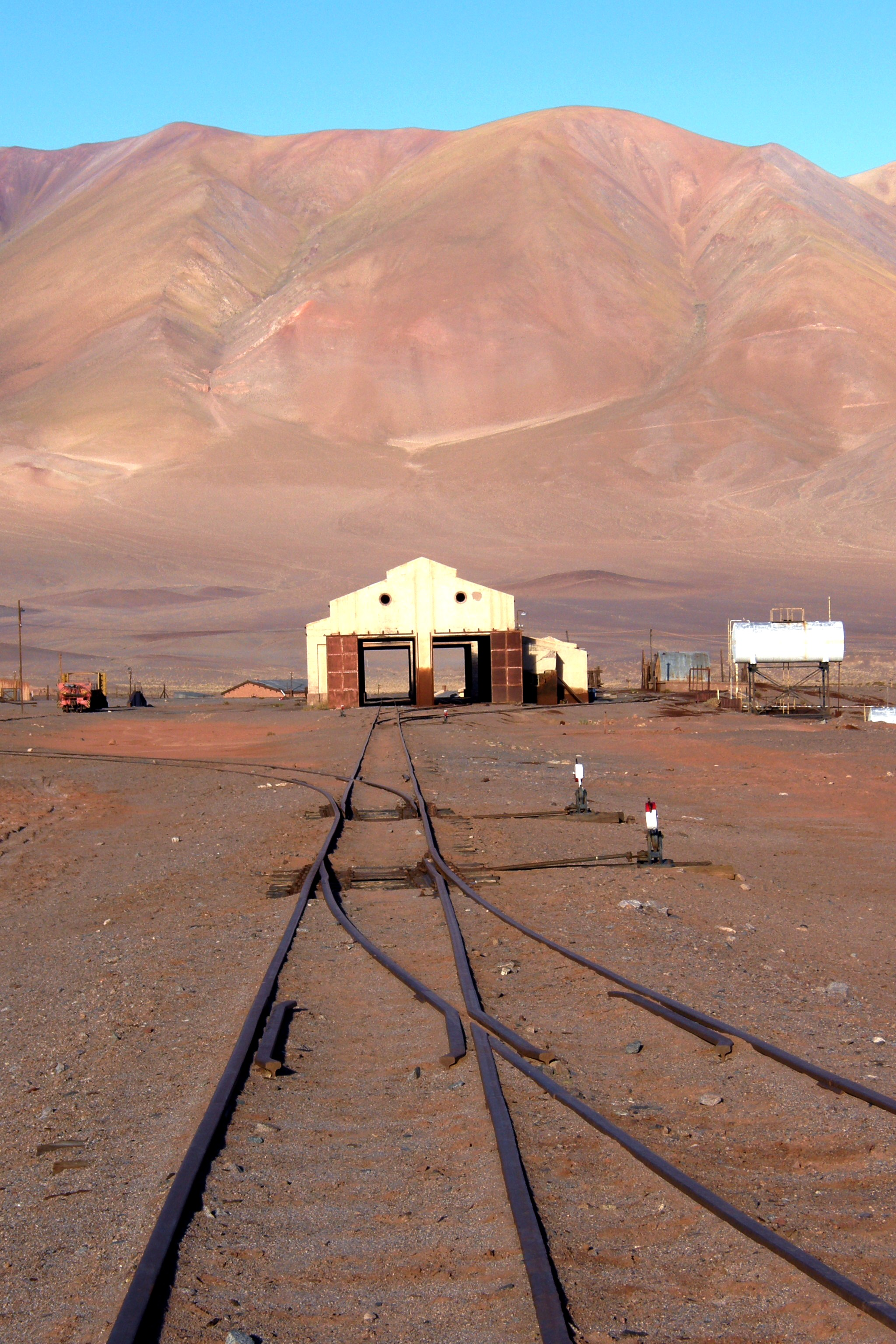
Gare de Tolar Grande.
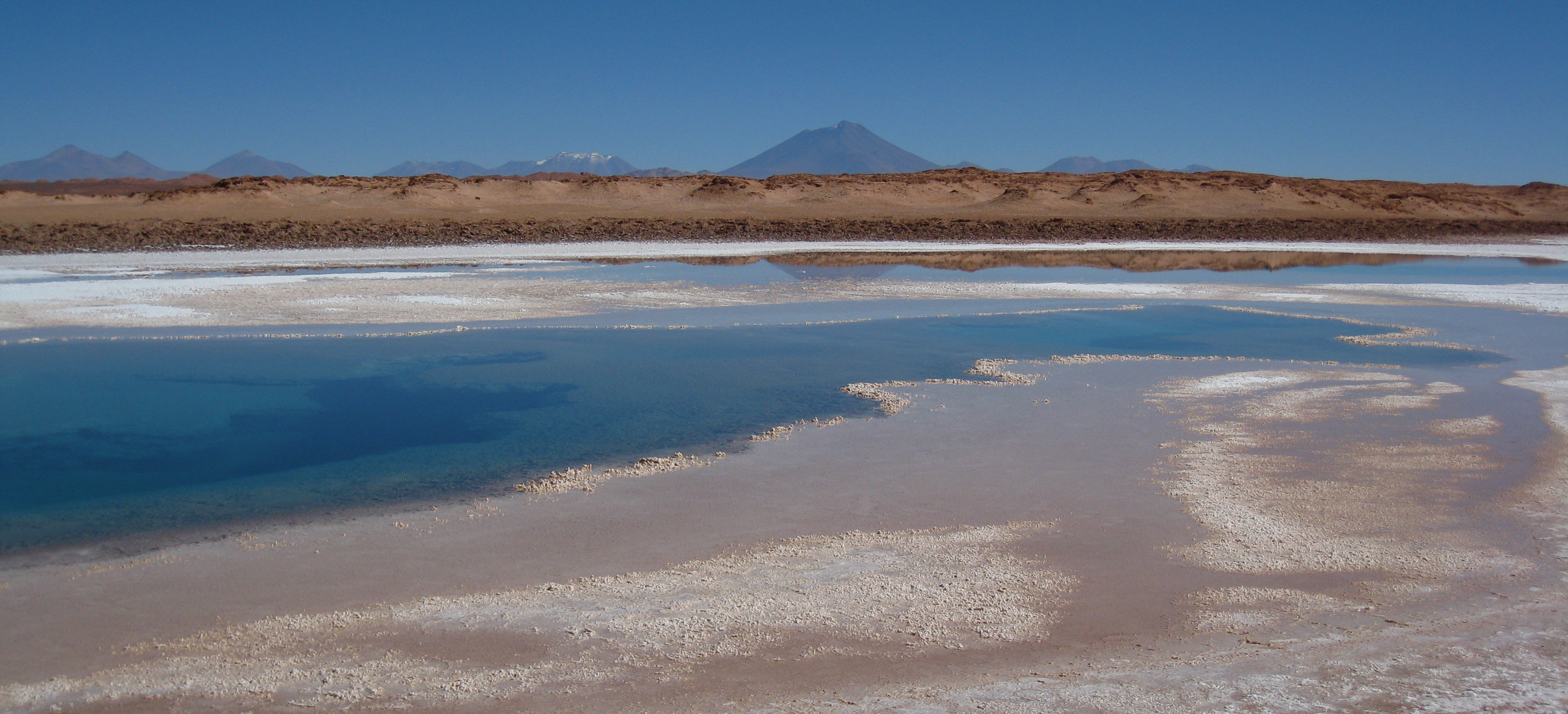
Salar de Tolar Grande.
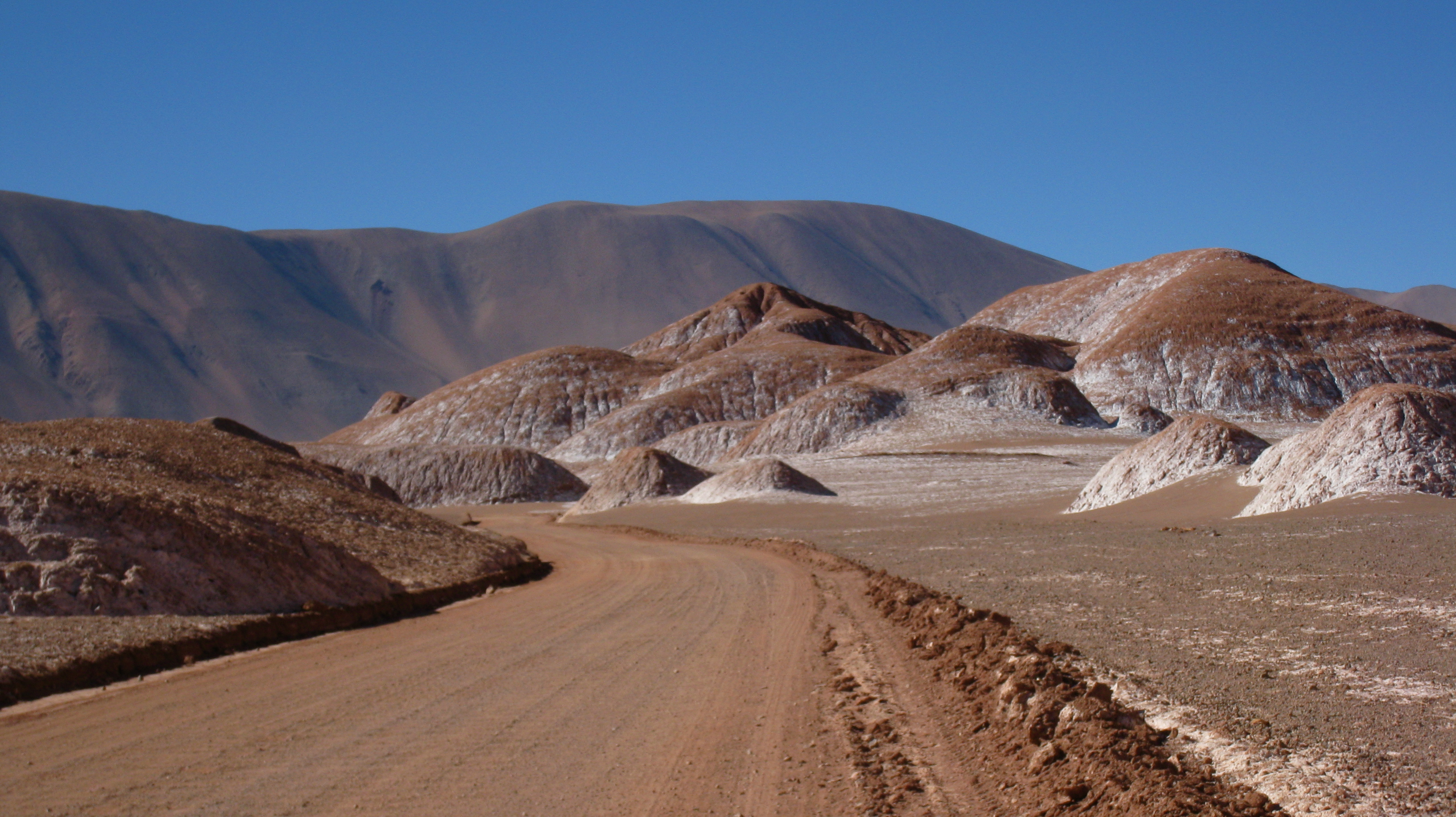
Route provinciale 23 vers Tolar Grande.
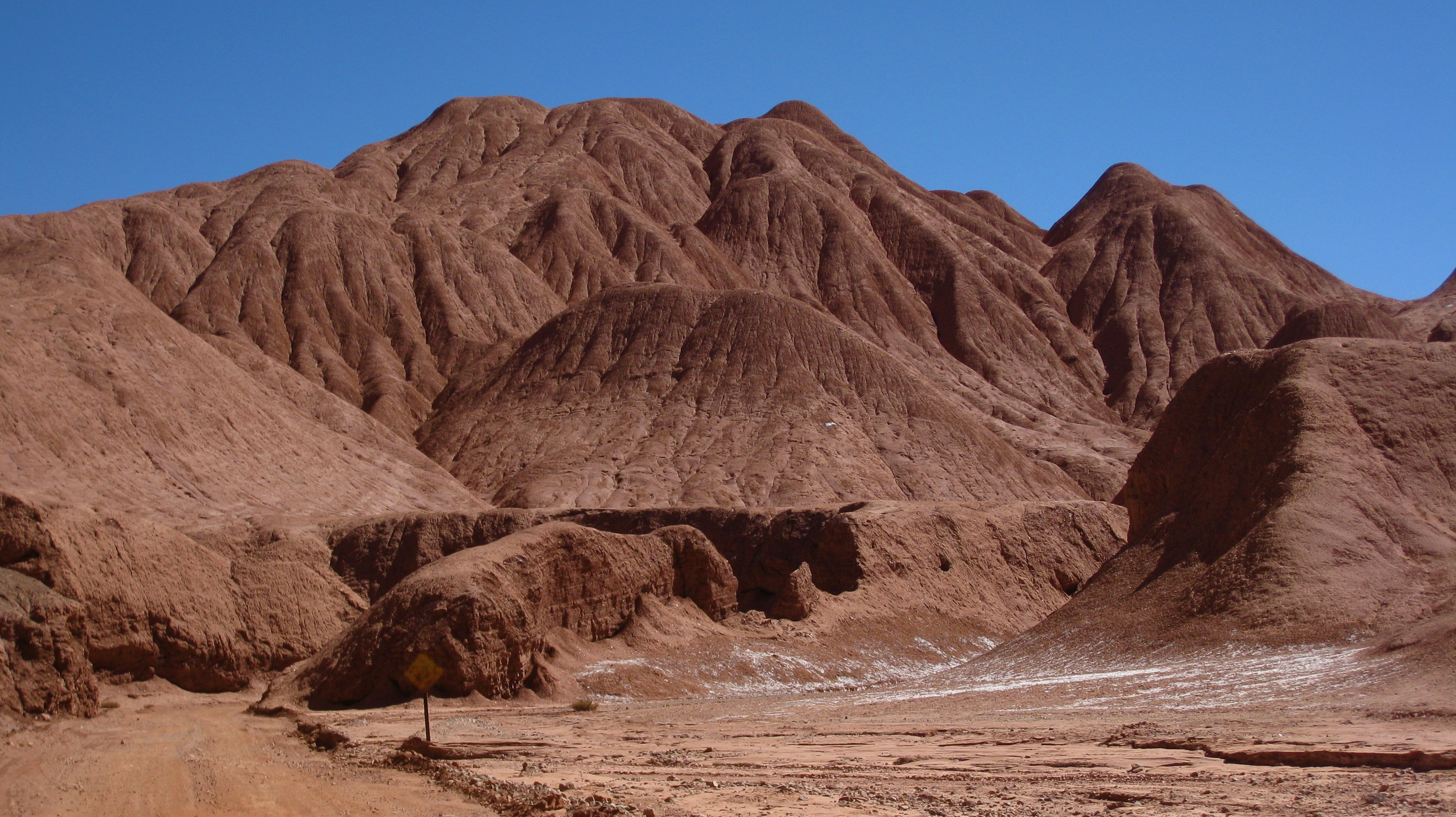
Montagnes proches.
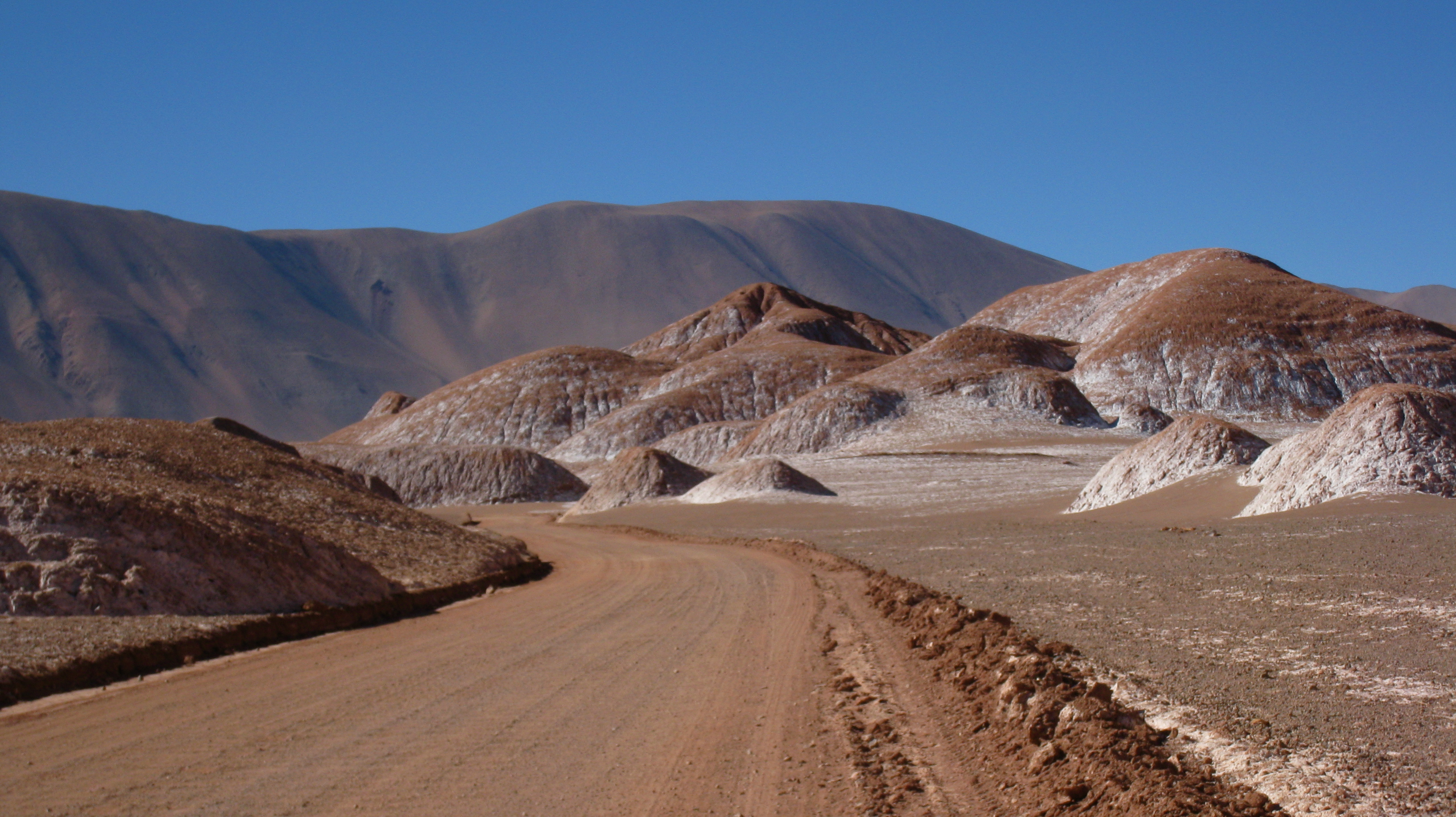
Montagne près de Tolar Grande (los Colorados ou Desierto del Diablo).
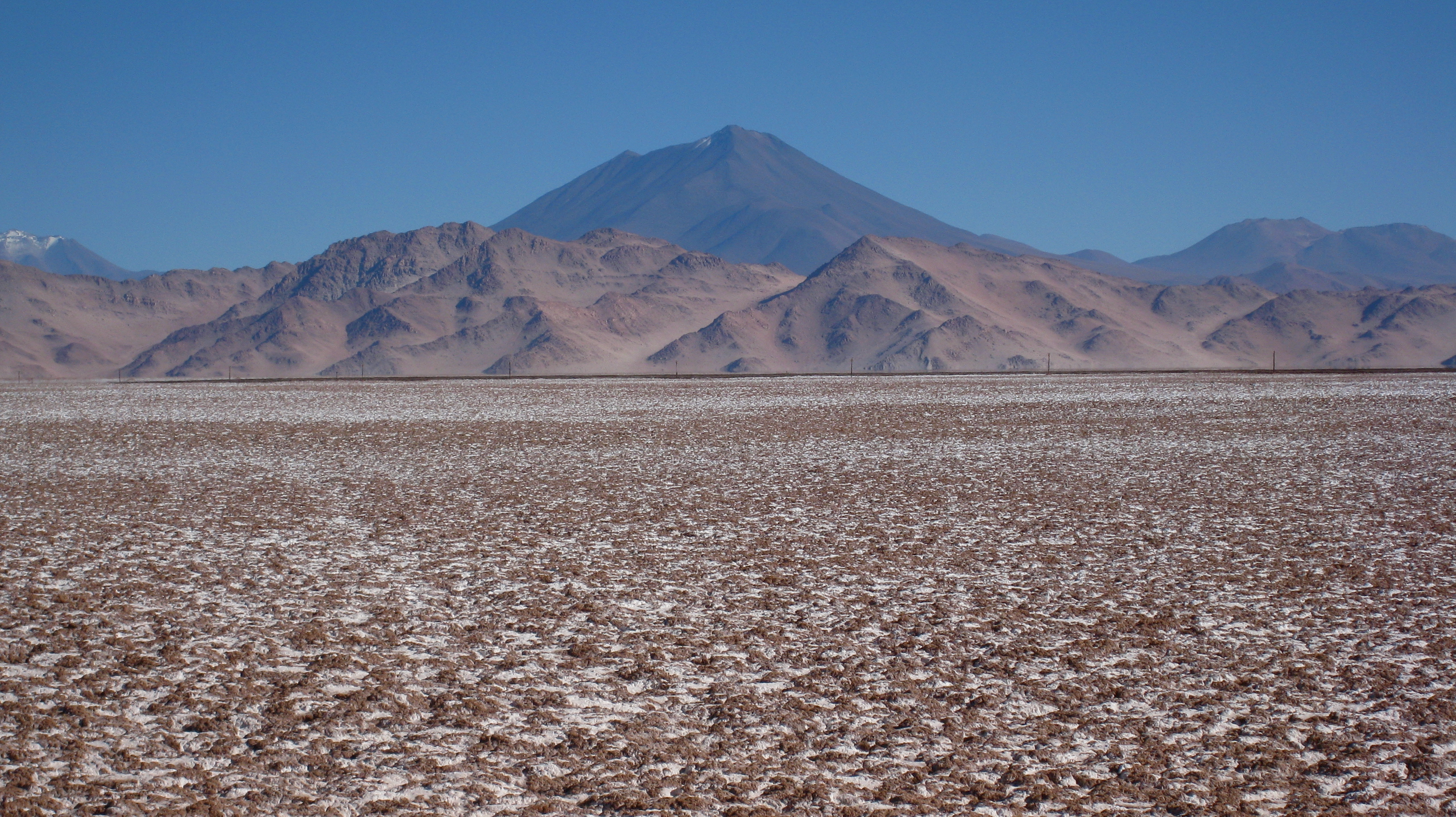
Volcán Arácar, près de Tolar Grande.
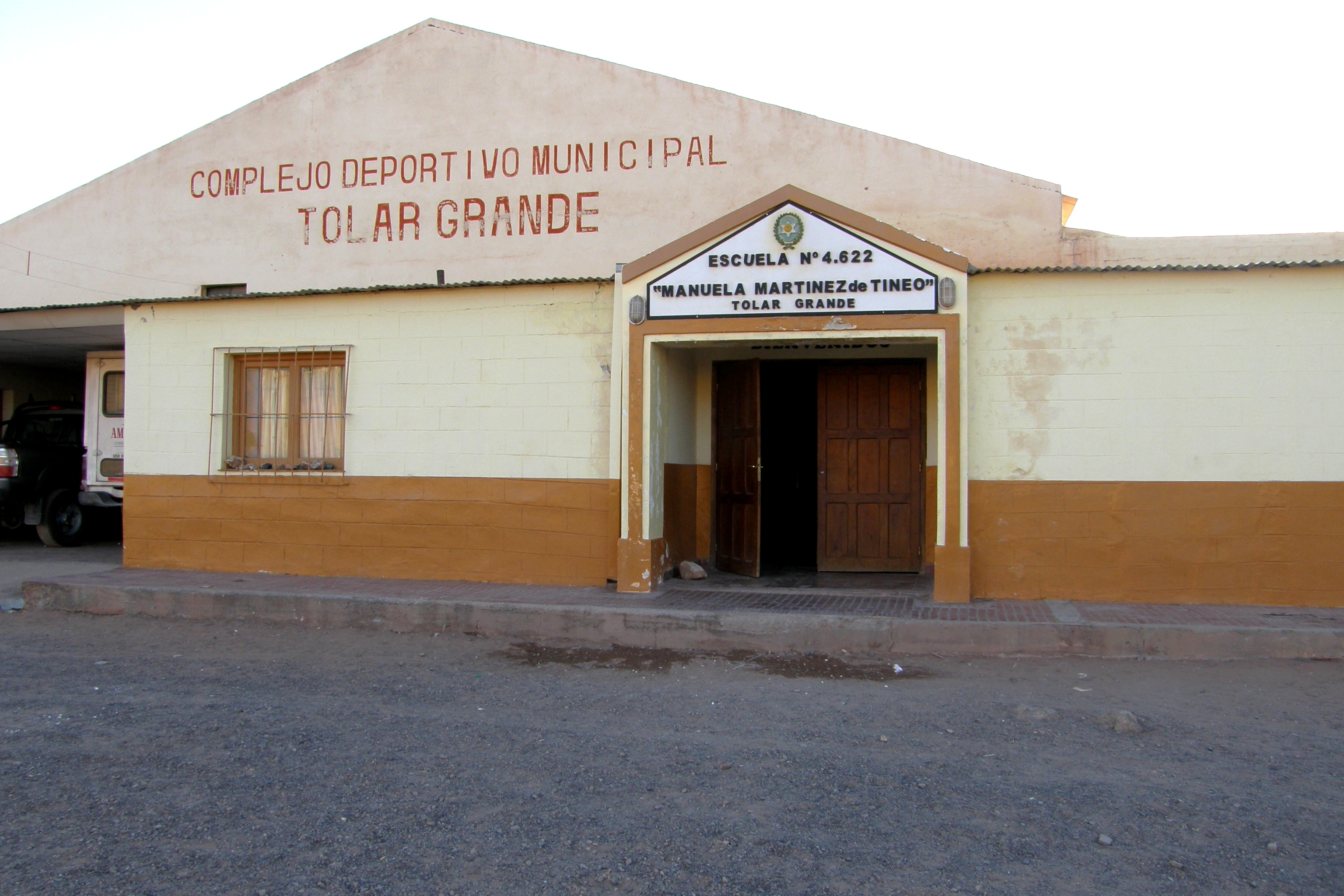
L'école et le gymnase.
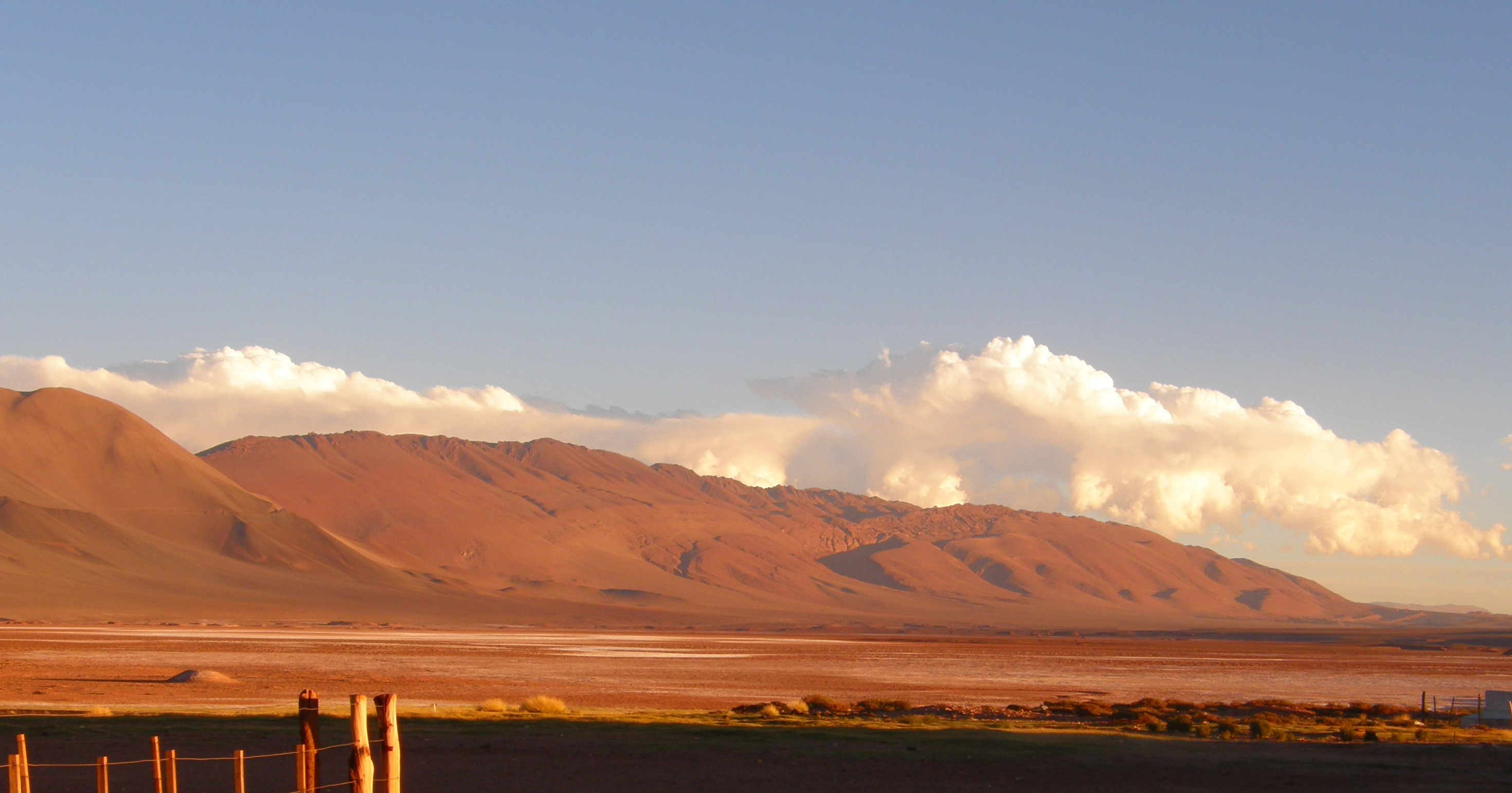
La Sierra de Calalaste vu du centre bourg.